# Pilot (Sons of Tucson)
O episódio piloto da série de televisão de comédia norte-americana Sons of Tucson é o primeiro do seriado e dá início à sua primeira temporada. A sua transmissão ocorreu primeiramente no Canadá na noite de 10 Março de 2010 pelo canal de televisão Global Television Network. Apenas quatro dias depois foi emitido nos EUA pela rede de televisão FOX Broadcasting Company. O episódio foi dirigido por Todd Holland e teve o seu argumento escrito pelos criadores da série: Greg Bratman e Tommy Dewey. Dentre os artistas convidados, destacam-se Angela Paton, Lamont Thompson, Patricia Bethune, Jake Busey, Nilsson Lawrence, Jenny Murano e Tai Urban.
Em Janeiro de 2009, Bratman e Dewey apresentaram um argumento à FOX sobre uma série de televisão de meia-hora com configuração de câmara única que retratava a vida de um "um homem boémio encantador mas extraviado contratado por três irmãos ricos para fazer-se passar pelo pai deles enquanto o seu pai verdadeiro cumpre uma pena por um crime do colarinho branco." Após receberem ordem para escreverem um episódio piloto, em Maio, a rede de televisão deu-lhes luz verde para iniciarem a produção dos episódios.
Vários personagens são introduzidos no piloto: Ron Snuffkin (interpretado por Tyler Labine), o pai de mentira dos irmãos Gunderson; Gary Gunderson (Frank Dolce), o irmão do meio; Brandon Gunderson (Matthew Levy), o irmão mais velho; e Robby Gunderson (Bejamin Stockham), o irmão mais novo. Este episódio centra-se na procura de um pai falso pelos Gunderson. Após encontrarem-no, estes contratam-no e eventualmente acabam por morar com ele.

## Produção e desenvolvimento

### Concepção e contexto
Em Janeiro de 2009, os argumentistas Greg Bratman e Tommy Dewey, bem como com vários outros, apresentaram um enredo escrito por eles à FOX sobre uma série de televisão de meia-hora com configuração de câmara única que segue a vida de "um boémio encantador mas extraviado contratado por três irmãos ricos para fazer-se passar pelo pai deles enquanto o seu pai verdadeiro cumpre uma pena por um crime do colarinho branco." Seis dias depois, a emissora deu ordem para que a dupla escrevesse um episódio piloto, sob produção das companhias 20th Century Fox Television e J2TV, e produção executiva de Harvey Myman, Jason Felts e Justin Berfield, que é o proprietário da J2TV. Em Fevereiro, o director de televisão Todd Holland assinou um contrato para dirigir o episódio piloto.
| “ | Esta é a minha primeira [série], e eu estou muito animado... Eu apenas tive que criar o seriado, colocar o título da cidade nele [Tucson] e estou honrado... Eu ainda não fui oferecido uma destas. Eu estou meio-animado por ver o que posso fazer como ela — o que posso obter a partir dela. | ” |
|   | — O produtor Justin Berfield falando sobre como ficou feliz por ser produtor executivo.. |   |

Berfield, que neste momento já era produtor do seriado, publicou na rede social Twitter que caso a série fosse renovada, ele iria doar metade do seu lucro a uma obra de caridade. A 11 de Maio de 2009, o resenhista Eric Goldman, do sítio IGN, informou que havia possibilidades fortes de o projecto receber ordem de avanço. Isto foi confirmado no dia seguinte, quando Sons of Tucson, juntamente com o projecto Human Target, receberam luz verde pela FOX, com a sua emissão planeada para a estação televisiva de 2009-2010. A emissora publicou a sua programação para essa estação a 18 de Maio, com o seriado programado para ser transmitido durante a mid-season, ou seja, na metade da estação. O trailer promocional para o seriado foi publicado pela emissora no mesmo dia.

### Escolha do elenco

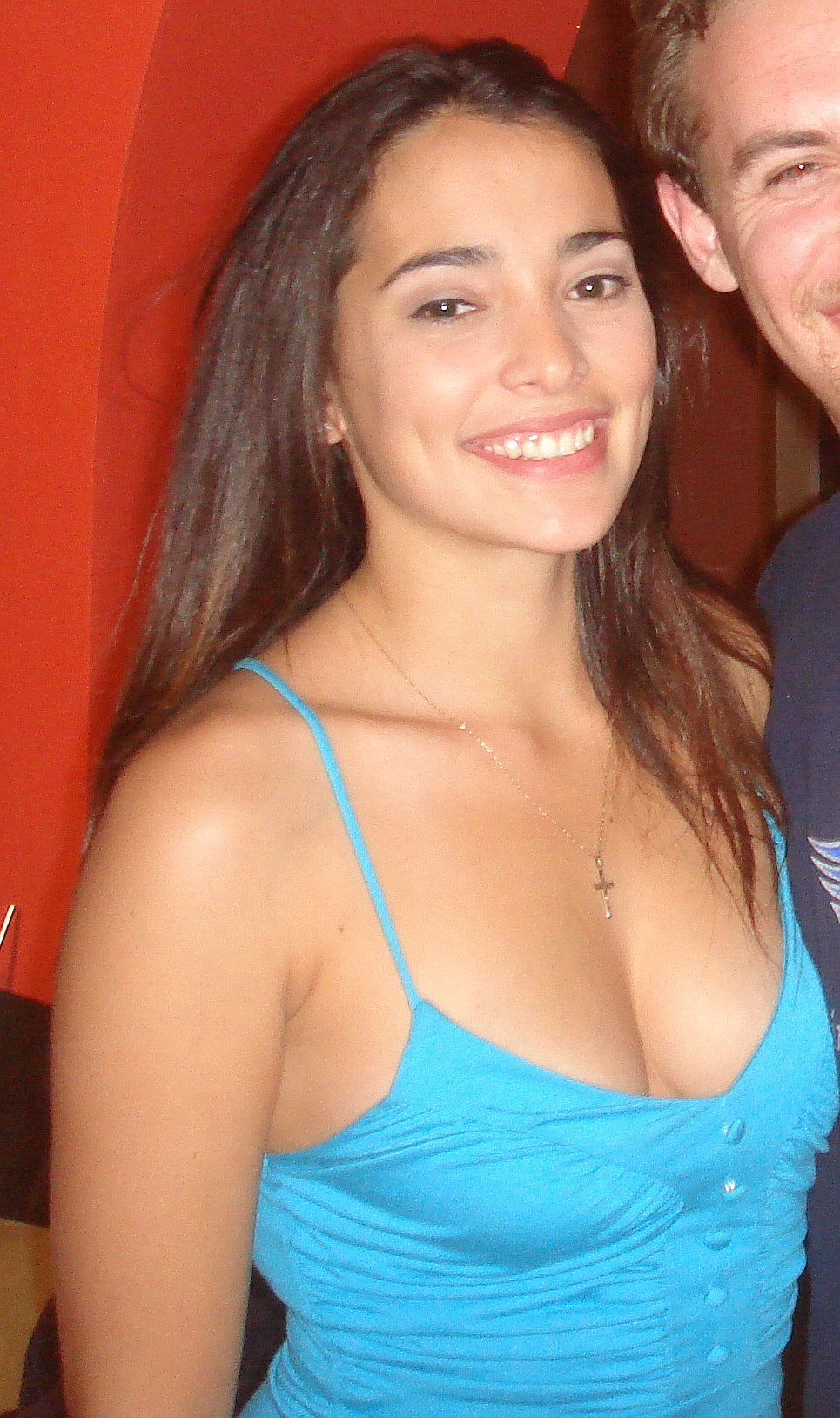
Natalie Martinez foi escolhida para interpretar a professora Maggie Morales.

A escolha do elenco de Sons of Tucson foi comandada por três pessoas: Amy Christopher, Nikki Valko e Ken Miller. Peter Pappas foi o director da escolha do elenco.
O actor Tyler Labine assinou um contrato em Março de 2009 para estrelar o episódio piloto da série, interpretando o personagem principal Ron Snuffkin. No momento, Labine estava ainda na série Reaper. A FOX disse que o seu papel em Sons of Tucson estava em "segundo plano" e que se Reaper fosse renovada para uma nova temporada, o actor iria retornar para a mesma e sair de Sons of Tucson. À medida que Sons of Tucson ia se desenvolvendo e não se obtinha resposta sobre a renovação de Reaper pelo canal de televisão The CW, as probabilidades de Labine permanecer na série eram quase nulas. Isto foi confirmado no dia 10 de Junho de 2009, quando o The CW reportou o cancelamento de Reaper e anunciou a sua continuação em banda desenhada apenas.
Poucos dias depois da contratação de Labine, foi anunciado que a actriz Natalie Martinez havia se juntado ao elenco do seriado. A sua personagem, de nome Maggie Williams, foi descrita como uma professora do segundo ano e um potencial interesse amoroso de Ron. Em Abril, Frank Dolce, Davis Cleveland e Troy Gentile juntaram-se ao elenco de Sons of Tucson, para interpretarem os irmãos Gary de 14 anos, Robby de 8 anos e Brandon de 16 anos, respectivamente.
| “ | Ele é incrível! Ele é muito divertido de trabalhar com. Ele é um doce e hilariante. É apenas completamente hilariante de trabalhar com. | ” |
|   | — Natalie Martinez enquanto fala durante uma entrevista sobre como é trabalhar com Tyler Labine.                                        |   |

Em Julho de 2009, a FOX anunciou que os produtores estavam a fazer audições online para o seriado no sítio SonsofTucsonOpenCall.com, para encontrarem dois actores para interpretarem os personagens principais Robby e Brandon. Justin Berfield disse que havia reformulado os actores Cleveland e Gentile, que desempenharam os dois respectivos papéis no episódio piloto apresentado à emissora, devido a questões de programação. No fim de Agosto, Matthew Levy foi anunciado como o novo integrante do elenco da série. Ele iria interpretar Brandon.